# Aéroport international de Košice
 (mai 2025).
Si vous disposez d'ouvrages ou d'articles de référence ou si vous connaissez des sites web de qualité traitant du thème abordé ici, merci de compléter l'article en donnant les références utiles à sa vérifiabilité et en les liant à la section « Notes et références ».
L'aéroport de Košice (code IATA : KSC • code OACI : LZKZ) parfois appelé Košice-Barca (en slovaque Letisko Košice)se situe sur le territoire de Barca, un ancien village englobé dans l'agglomération urbaine de Košice (Cassovie).
L'aéroport de Košice est le second en importance en Slovaquie après l'aéroport M. R. Štefánik, à Bratislava.
La connexion avec le centre-ville peut se faire en bus (ligne 23) en direction de la gare.

## Situation
| Bratislava Košice · Cassovie Poprad · Tatras Sliač Žilina |

## Compagnies et destinations
| Compagnies                    | Destinations                                                                     |
| ----------------------------- | -------------------------------------------------------------------------------- |
| AirExplore                    | En saison charter: Antalya                                                       |
| Austrian Airlines             | Vienne-Schwechat                                                                 |
| Freebird Airlines             | En saison charter: Antalya                                                       |
| LOT Polish Airlines           | Varsovie-Chopin                                                                  |
| Ryanair                       | Dublin, Liverpool-J.-Lennon, Londres-Stansted, Prague-Václav-Havel               |
| Smartwings Slovakia           | En saison : Antalya, Bourgas, Héraklion-N. Kazantzákis, Larnaca, Rhodes-Diagoras |
| Swiss International Air Lines | Zurich                                                                           |
| Wizz Air                      | Londres-Luton                                                                    |

Édité le 10/05/2019  Actualisé le 27/12/2022

## Chiffres et statistiques

### En graphique
Pour des raisons techniques, il est temporairement impossible d'afficher le graphique qui aurait dû être présenté ici.

Voir la requête brute et les sources sur Wikidata.

#### Zoom sur l'impact du covid de 2019-2020
Pour des raisons techniques, il est temporairement impossible d'afficher le graphique qui aurait dû être présenté ici.

Voir la requête brute et les sources sur Wikidata.

### En table
| Année | Passagers | Variation |
| ----- | --------- | --------- |
| 2000  | 125 844   |           |
| 2001  | 138 083   |           |
| 2002  | 161 827   |           |
| 2003  | 187 716   |           |
| 2004  | 231 410   |           |
| 2005  | 269 885   |           |
| 2006  | 343 818   | + 27 %    |
| 2007  | 443 448   | + 29 %    |
| 2008  | 590 919   | + 33 %    |
| 2009  | 352 460   | - 40 %    |

La forte baisse du nombre de passagers est due à la faillite de la compagnie SkyEurope Airlines le 1er septembre 2009.

## Évolution du trafic cargo
| Année | Fret en tonnes |
| ----- | -------------- |
| 2000  | 277            |
| 2001  | 500            |
| 2002  | 257            |
| 2003  | 322            |
| 2004  | 368            |
| 2005  | 448            |
| 2006  | 323            |
| 2007  | 264            |
| 2008  | 457            |